# 中国におけるボディビル
中国におけるボディビルの歴史は1930年代に遡る。広州において初めて中国にこのスポーツを紹介し、その宣伝に努めたのは、ミッション・スクールの学生であった趙竹光である。趙竹光はアメリカでボディビルの研究会に通い、最新の知識を身に着けていた。はじめのころは批判も多く、毛沢東時代の中国共産党はこのスポーツを公然と非難し、1953年には正式に禁止した。それからボディビルが中国で解禁されるまで、30年近くの時間を要することになった。解禁後は男子のボディビル・コンテストが開催され、1985年には中国も国際ボディビル連盟の加盟国となった。女子の大会もまもなく開催されるようになった。現代の中国には、ボディビルを所管する全国的な競技連盟である中国ボディビル協会が設立・運営されている。

## 歴史

### 1930年代から50年代：始動から政府による禁止まで

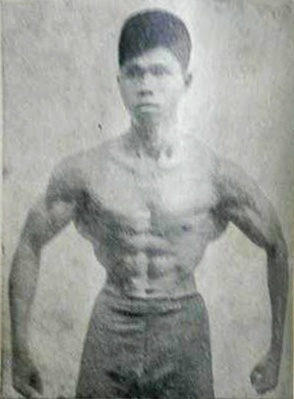
趙竹光（1934年のボディビル読本から）

ボディビルが中国で初めて実施されるようになったのは1930年代である。「中国のチャールズ・アトラス」と称された趙竹光が、中国にボディビルを持ち込んだ人間としてその名が残っている。上海のミッション・スクールの学生だった趙竹光は、後にアメリカに渡って、健康増進と体の鍛錬のためにボディビルのセミナーや研究会に通うようになった。彼はそこで得た最新の知識を同級生と分かち合うとともに、一緒になって滬江大学でこの競技を広める活動を始めた。趙竹光は1934年に「筋肉育成法」（肌肉发达法）という本も書いている。
北京在住の林仲英が趙竹光と知り合ったのは1940年代である。林仲英もまたボディビルのとりこになり、地元にあったキリスト教青年会の建物の中にジムまで開設した。しかし中国ではどこにジムを構えようと、ボディビルに夢中になるのは裕福な若い男性だけで、それ以外の人にとっては経済的理由からも健康上の理由からもこの競技をおこなう余裕などなかった。それにも関わらず、農夫や肉体労働者といった文字通り中国社会の貧しい階層の人からの反応は悪くなかった。1953年、一貫してボディビルを「ブルジョア的」で「西欧の資本主義国家にはじまる、非生産的でナルシスティックな美の追求」を行う競技であると非難していた中国当局から、林仲英は査問を受けることになる。政府がボディビルにこのような硬直的な態度をみせたことについては、ボディビルがオリンピックの種目ではなかったため、国家として支援する動機に乏しかったことも理由のひとつに挙げられる。同じ年に毛沢東率いる中国共産党は中国におけるボディビルを禁止した。

### 1980年代: 新たな時代
ボディビルの禁止は3０年間続き、1983年に正式に解禁された。しかし、禁止されている間も「中国ボディビルの父」と呼ばれた婁琢玉のもと、ひそかにボディビルを実践する人は少なくなかった。婁琢玉はアメリカにおけるボディビルの第一人者であるジョー・ウイダーとも交流があり、中国ウェイトリフティング連盟にも関係が近かった。その後「中国において最も影響あるボディビル・メディア」ともいわれる雑誌「健与美」と中国ボディビル協会は、初めての全国的ボディビル・コンテストであるヘラクレスカップを主催するにいたる。
1985年には広東省の住民であるYuan Guohuiが「民間では初のフィットネスクラブ兼ボディビルジム」を開き、自らもボディビルのイベントの主催をつづけた。この年、中国は国際的なボディビル団体である国際ボディビル連盟の128番目の加盟国になった。このとき初めて女性も参加者として大会登録ができるようになったが、当時は女子選手はワンピースの水着を着なければいけないという条項があった。女性もビキニで競技できるかどうかについては大いに議論がなされ、「ビキニ論争」と呼ばれるほどだった。国際基準に照らせば、女性はビキニを着なけばならなかったのである。1986年には深圳でヘラクレスカップが開催され、中国ではじめてビキニを着用した選手が参加したことで注目された。1980年代には中国にも数えきれないほどのフィットネススクールやスポーツ用品店がうまれた。

### 1990年代以降
中国は1990年に国際ボディビルダーズ連盟(IFBB)に加盟した。そのころから次第に、国際的に活躍する中国出身のボディビルダー選手も登場しはじめた。59回の世界アマチュア・ボディビル選手権男子部門と同時開催された国際ボディビルサミットおよびエキスポが2005年11月に上海で開催された。

## 運営
中国におけるボディビルを全国規模で管理・運営するのは、中国ボディビル協会（中国健美协会, 中国健协と略されることが多い）である。同協会は1992年9月8日に設立された。上海は中国におけるボディビルの中心地とされているが、この地域は上海ボディビル協会の管轄である。

### 伝記
- Brownell, Susan (1995). Training the Body for China: Sports in the Moral Order of the People's Republic. University of Chicago Press. ISBN 978-0-226-07647-8
- Chinese Youth. 7. International Department of the All-China Youth Federation. (1987)
- Huang, Yaling (2004) (Chinese). 论中国体育社团: 国家与社会关系转变下的体育社团改革 [On the sports circle in China]. University of Physical Education Beijing Press. ISBN 978-7-81100-232-4
- Roach, Randy (2011). Muscle, Smoke and Mirrors. AuthorHouse. ISBN 978-1-4670-3840-9
- Schwarzenegger, Arnold (2012). The New Encyclopedia of Modern Bodybuilding: The Bible of Bodybuilding, Fully Updated and Revis. Simon and Schuster. ISBN 978-1-4516-9713-1
- Schell, Orville (1995). Mandate of Heaven: The Legacy of Tiananmen Square and the Next Generation of China's Leaders. Simon and Schuster. ISBN 978-0-684-80447-7
- Schell, Orville (2010). Discos and Democracy: China in the Throes of Reform. Knopf Doubleday Publishing Group. ISBN 978-0-307-76714-1
- (Chinese) 体育文史 [Sports literature and history]. Sports literature and history. (1994)
- Steere, Mike; Weider, Ben; Weider, Joe (2006). Brothers of Iron. Sports Publishing LLC. ISBN 978-1-59670-124-3
- Wu, Dingbo (1994). Handbook of Chinese Popular Culture. Greenwood Publishing Group. ISBN 978-0-313-27808-2
- Zhao, Jian (2015). 健身教練118種技巧肌力訓練法 [118 kinds of strength training methods]. Human Intelligence. ISBN 978-986-373-142-9